# Zuzanna Łapicka

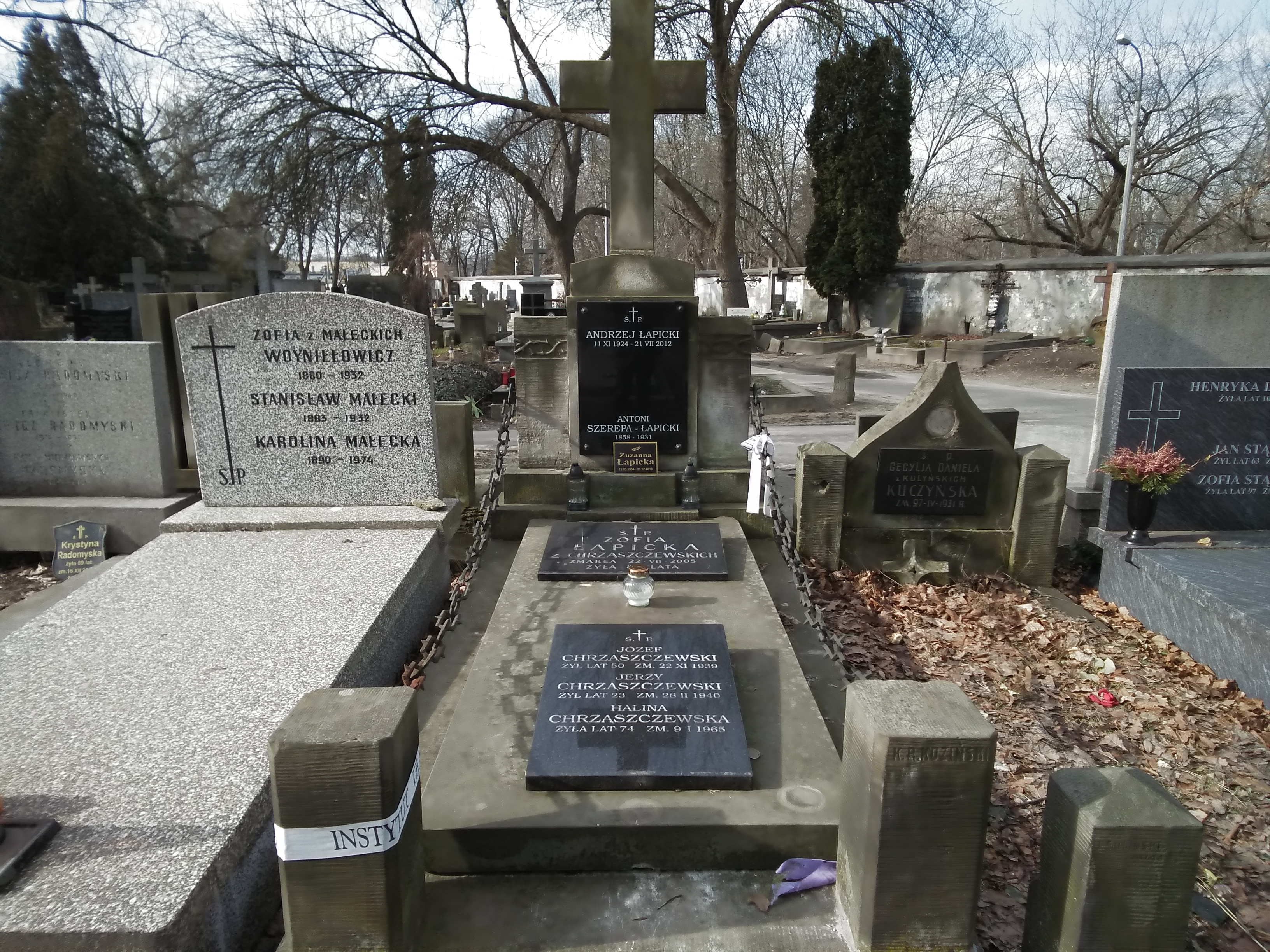
Grób Zuzanny Łapickiej na cmentarzu Powązkowskim

Zuzanna Łapicka (ur. 19 marca 1954 w Warszawie, zm. 21 grudnia 2018 tamże) – polska dziennikarka i producentka telewizyjna.

## Życiorys
Absolwentka filologii romańskiej na Uniwersytecie Warszawskim. Pełniła funkcję kierownika literackiego Teatru Rampa na Targówku w Warszawie. Związana była przez wiele lat z TVP, kierując różnymi redakcjami, głównie redakcją rozrywki w TVP1. Pisała też dla „Filmu”, „Elle” i „Urody” oraz polskiego wydania miesięcznika „Vogue”. Autorka wydanej w 2018 książki Dodaj do znajomych.
Zmarła w wyniku choroby nowotworowej (rak jelita grubego). Została pochowana na Starych Powązkach w Warszawie, w grobie swojego ojca (kw. C-5-6).

## Życie prywatne
Córka aktora Andrzeja Łapickiego i Zofii Chrząszczewskiej. W 1978 wzięła ślub z aktorem Danielem Olbrychskim, z którym rozwiodła się po 10 latach. Miała z nim córkę Weronikę.